# Wad Madani
Wad Madani (àrab: ود مدني, Wad Madanī) o Madani és la capital de l'estat de Gezira, al centre-est del Sudan.
Wad Madani es troba a la riba oest del Nil Blau, a gairebé 136 km al sud-est de Khartum. Està enllaçat per ferrocarril amb Khartum i és el centre d'una regió productora de cotó. La ciutat també és el centre del comerç local de blat, cacauet, ordi i bestiar. També és seu del Servei de Regadiu. El 2008, la seva població era de 345.290 habitants. És la seu de la Universitat d'Al Jazirah, la segona universitat pública més gran del Sudan. A més, hi ha la Universitat Wad Medani Ahlia, una universitat privada.

## Història
A principis del segle xix, Wad Madani (Madani) era un petit lloc avançat turco-egipci, que va créixer ràpidament després del projecte Gezira d'irrigació del 1925 per estimular el desenvolupament econòmic local.

## Fills il·lustres
- Amin Mekki Medani, advocat de drets humans
- Alexander Siddig, actor britànic d'origen sudanès
- Abdel Aziz El Mubarak, cantant
- Ibrahim Al Kashif, cantant i compositor